# Red Bull Racing RB19
De Red Bull Racing RB19 is een Formule 1-auto die gebruikt werd door het Formule 1-team van Red Bull Racing in het seizoen 2023. De auto werd onthuld in New York op 3 februari 2023. De auto is de opvolger van de RB18 en beschikt over een Red Bull Powertrains-motor. De RB19 werd bestuurd door Max Verstappen en Sergio Pérez, respectievelijk voor hun achtste en derde seizoen bij het team. 
Van de 22 races werden er 21 gewonnen, 19 door Verstappen en 2 door Pérez. Met een winstpercentage van 95,45% was het statistisch gezien tot dan toe de meest succesvolle auto in de Formule 1-geschiedenis.

## Resultaten
| Kleur   | Resultaat                       |
| ------- | ------------------------------- |
| Goud    | Winnaar                         |
| Zilver  | Tweede plaats                   |
| Brons   | Derde plaats                    |
| Groen   | Gefinisht (punten behaald)      |
| Blauw   | Gefinisht (geen punten behaald) |
| Blauw   | Niet geklasseerd (NC)           |
| Paars   | Uitgevallen (DNF)               |
| Rood    | Niet gekwalificeerd (DNQ)       |
| Zwart   | Gediskwalificeerd (DSQ)         |
| Wit     | Niet gestart (DNS)              |
| Blanco  | Gewond (INJ)                    |
| Blanco  | Uitgesloten (EX)                |
| Blanco  | Teruggetrokken (WD)             |
| Blanco  | Niet deelgenomen                |
| 1, 2, 3 | Sprint positie (punten behaald) |
| P       | Poleposition                    |
| S       | Snelste ronde                   |

| Jaar | Chassis en banden | Motor               | Coureurs       | 1   | 2   | 3   | 4   | 5   | 6   | 7   | 8   | 9   | 10  | 11  | 12  | 13  | 14  | 15  | 16  | 17   | 18  | 19  | 20  | 21  | 22  | Punten | WK-plaats |
| ---- | ----------------- | ------------------- | -------------- | --- | --- | --- | --- | --- | --- | --- | --- | --- | --- | --- | --- | --- | --- | --- | --- | ---- | --- | --- | --- | --- | --- | ------ | --------- |
| 2023 | RB19 P            | Red Bull Honda H001 |                | BHR | SAR | AUS | AZE | MIA | MON | SPA | CAN | OOS | GBR | HON | BEL | NED | ITA | SIN | JPN | QAT  | VST | MXS | SAP | LSV | ABU | 860    | Goud      |
| 2023 | RB19 P            | Red Bull Honda H001 | Max Verstappen | 1P  | 2S  | 1P  | 32  | 1S  | 1P  | 1PS | 1P  | 1PS | 1PS | 1S  | 1   | 1P  | 1   | 5   | 1PS | 21PS | 1   | 1   | 1P  | 1   | 1PS | 860    | Goud      |
| 2023 | RB19 P            | Red Bull Honda H001 | Sergio Pérez   | 2   | 1P  | 5S  | 1   | 2P  | 16  | 4   | 6S  | 23  | 6   | 3   | 2   | 4   | 2   | 8   | DNF | 10   | 54  | DNF | 34  | 3   | 4   | 860    | Goud      |